# Metopius pulchellus
Metopius pulchellus är en stekelart som beskrevs av Cresson 1865. Metopius pulchellus ingår i släktet Metopius och familjen brokparasitsteklar. Inga underarter finns listade i Catalogue of Life.